# Communauté de communes du Pays Hamois
Die Communauté de communes du Pays Hamois war ein französischer Gemeindeverband mit der Rechtsform einer Communauté de communes in den Départements Somme und Aisne in der Region Hauts-de-France. Sie wurde am 12. Oktober 1960 gegründet und umfasste 18 Gemeinden. Der Verwaltungssitz befand sich im Ort Ham. Die Besonderheit lag in der Département-übergreifenden Mitgliedschaft der Gemeinden.

## Historische Entwicklung
Am 1. Januar 2017 wurde der Gemeindeverband mit der Communauté de communes du Pays Neslois zur neuen Communauté de communes de l’Est de la Somme zusammengeschlossen.

## Ehemalige Mitgliedsgemeinden

### Département Somme
1. Athies
2. Brouchy
3. Croix-Moligneaux
4. Douilly
5. Ennemain
6. Eppeville
7. Esmery-Hallon
8. Ham
9. Matigny
10. Monchy-Lagache
11. Muille-Villette
12. Offoy
13. Quivières
14. Sancourt
15. Tertry
16. Ugny-l’Équipée
17. Y

### Département Aisne
1. Pithon